# Nacional-liberalismo
Título a ser usado para criar uma ligação interna é Nacional-liberalismo.
Liberalismo nacional, nacional-liberalismo ou liberalismo nacionalista é um movimento político que emergiu da filosofia continental após a Revolução Francesa. Também é uma variante do liberalismo que combina políticas e questões liberais com elementos nacionalistas e/ou um termo usado para descrever uma série de partidos políticos europeus que foram especialmente ativos no século XIX em vários contextos, como na Europa Central, nos países nórdicos e no sudeste da Europa. O liberalismo nacional também prevê a integração regional.

## Definição
Liberalismo nacional, cujos objetivos eram a busca da liberdade individual/econômica e da soberania nacional, refere-se principalmente a uma ideologia e um movimento do século XIX, mas partidos políticos nacional-liberais ainda existem.
József Antall, um historiador e democrata-cristão que serviu como o primeiro primeiro-ministro da Hungria pós-comunista, descreveu o liberalismo nacional como "parte e parcela do surgimento do Estado-nação" na Europa do século XIX.
Segundo Oskar Mulej, "em termos de ideologias e de tradições partidárias, pode-se argumentar que, nas terras da Europa Central, um tipo distinto de liberalismo, peculiar a essa região, evoluiu ao longo do século XIX." e, citando Maciej Janowski, "a palavra ‘nacional’ agia como mais ou menos sinônimo de ‘liberal’". Ainda segundo Mulej, no sudeste da Europa, "os 'liberais nacionais' também desempenhavam papéis visíveis, se não centrais, mas com características diferentes, específicas da região, o que os distingue consideravelmente de suas contrapartes centro-europeias".
Em seu livro Up From Conservatism, Michael Lind define "liberalismo nacional" de uma forma que a revista The Progressive descreve como o uso do termo "centro vital" pelo historiador Arthur M. Schlesinger Jr. O próprio Lind define o liberalismo nacional como unindo "conservadorismo social moderado com liberalismo econômico moderado. Gordon Smith, um importante estudioso da política europeia comparada, entende o liberalismo nacional como um conceito político que perdeu popularidade quando o sucesso dos movimentos nacionalistas na criação de Estados-nação tornou desnecessário especificar que um ideal liberal, partido ou político era "nacional".

## História
As raízes do liberalismo nacional estão no século XIX, quando o liberalismo conservador e/ou o liberalismo clássico eram as ideologias das classes políticas na maioria dos países europeus, em particular os da Europa Central, na época ainda adeptos do monarquismo.
Originalmente, os nacional-liberais, apesar de favoráveis a negócios, não eram necessariamente defensores do livre-comércio e do liberalismo econômico em si, e às vezes favoreciam a cooperação entre o governo e a indústria doméstica, níveis moderados de protecionismo, o estabelecimento de uniões aduaneiras preferenciais, subsídios à indústria ou empresas consideradas de importância estratégica nacional e diversas formas de planejamento industrial.
O liberalismo nacional era popular em vários países, incluindo Alemanha, Áustria, Dinamarca, Suécia, Finlândia e Romênia durante o século XIX, sendo que na Alemanha, na Áustria e na Romênia, os partidos nacional-liberais chegaram a participar por muito tempo do governo. 

### Alemanha
As origens políticas do liberalismo nacional alemão remontam às consequências da Revolução Francesa. Na França, os cidadãos desenvolveram um sentimento de união independente de sua denominação, classe e filiação social. Sua identidade nacional era baseada na soberania popular, ou seja, na autodeterminação política do povo do estado. Os franceses não se viam mais como súditos passivos da monarquia, mas como cidadãos responsáveis de uma nação que lhes prometia liberdade e igualdade. Esses ideais criaram uma conexão inseparável entre as correntes do liberalismo e do nacionalismo também nos estados alemães.
Ao mesmo tempo, porém, a população alemã também percebeu as características agressivas e imperiais do nacionalismo francês, que se intensificou particularmente sob Napoleão. Diversos encargos, como aquartelamento de soldados e contribuições, fizeram terras alemãs ocupadas por franceses aparecessem como "domínio estrangeiro". Nas chamadas guerras de libertação, finalmente surgiu a esperança de que o povo receberia um Estado-nação alemão livre e unificado em troca de armamento contra Napoleão. Contudo, essas expectativas liberais foram quebradas durante o Congresso de Viena, que levou a criação da Confederação Alemã como uma associação frouxa de estados alemães individuais que carecia de jurisdição, administração, legislação e organização militar comuns.
Ao mesmo tempo, a demanda pela concessão de direitos civis dominou o debate político. Os direitos civis introduzidos em alguns estados alemães no início do século XIX, influenciados pela Revolução Francesa, foram cerceados entre 1819 e 1830 pelos Decretos de Carlsbad e outras medidas restaurativas.
As demandas por direitos civis e um Estado-nação alemão foram representadas paralelamente por políticos da oposição em toda a Alemanha e combinadas na luta contra os príncipes antiliberais dos estados alemães. Os primeiros destaques dessa tendência política foram, por exemplo, o festival de Wartburg organizado por fraternidades em 1817 e o festival de Hambach em 1832. Ao mesmo tempo, o entusiasmo pelos movimentos nacionais em outros países se expressava no entusiasmo pela Polônia e pelo filelenismo (movimento de apoio à luta pela independência grega do Império Otomano no século XIX).

#### Revolução alemã de 1848/1849
No curso da revolução de 1848/1849, as forças liberais burguesas juntamente com o movimento democrático radical no Parlamento de Frankfurt começaram a implementar as duas reivindicações, mas acabaram fracassando devido à implementação simultânea de um estado nacional alemão que teve que ser definido e as liberdades civis, especialmente as de resistência da Prússia. Ao mesmo tempo, a Prússia buscou uma variante mais conservadora do Estado-nação alemão com a União de Erfurt. Os principais representantes da facção liberal de centro-direita Casino se reuniram no final de junho de 1849 no Parlamento de Gotha, para discutir a proposta de Constituição da União. A maioria se manifestou a favor de dar outra chance à fundação de um Estado-nação, apesar das dúvidas. O fracasso da União também significou uma perda considerável de prestígio para os liberais.
Depois que a Prússia alcançou a hegemonia sobre a Alemanha na Guerra Austro-Prussiana de 1866, o Partido Liberal Nacional foi fundado na Confederação da Alemanha do Norte em 1867. Esta facção do Partido Progressista viu o conflito constitucional como terminado e quis trabalhar com Otto von Bismarck. No parlamento da Confederação da Alemanha do Norte e depois do Kaiserreich, Bismarck e os nacional-liberais encontraram compromissos reais nas políticas domésticas e judiciais que modernizaram e unificaram significativamente a Alemanha. Esse período durou cerca de uma década, até a ruptura de 1878, quando Bismarck, introduziu medidas protecionistas que deram início a um posicionamento conservador, o que às vezes é chamado de "Fundação Interna do Império". Parte dos nacional-liberais divergiram do grupo parlamentar quanto ao apoio a Bismarck. Desde 1890, os Partido Nacional Liberal passou a perder votos, atingindo cerca de 13 a 15% nas eleições parlamentares seguintes e deixando de ser o partido dominante.
Após o colapso do Império Alemão, a maioria dos nacional-liberais sob Gustav Stresemann e a ala direita do antigo Partido Popular Progressista se fundiram em dezembro de 1918 para formar o Partido Popular Alemão. Contra a posição republicana de Stresemann, o Partido Nacional Liberal do Reich de curta duração foi formado em 1924. No entanto, em 1933, com o fim do Partido Popular Alemão, o poder partidário do liberalismo nacional se exauriu.

#### Após a Segunda Guerra Mundial
Apesar da queda do liberalismo nacional em termos de popularidade, houve repetidas tentativas de reviver a tradição nacional-liberal em partidos como o Partido Democrático Livre (Freie Demokratische Partei, FDP). Alexander von Stahl, juntamente com Hermann Oxford, fundou a Sociedade Liberal em 1979, que estabeleceu o objetivo de uma renovação liberal nacionalista. Em 1995, fundou a Ofensiva Liberal no FDP com Achim Rohde e Heiner Kappel. Em 2009, um Clube Stresemann foi lançado como uma rede nacional-liberal e de direita dentro do Partido Democrático Livre, mas não existe mais. O ex-presidente Sven Tritschler juntou-se à Alternativa para a Alemanha. Vários meios de comunicação e observadores políticos atestam que os políticos individuais do Partido Democrático Livre ainda têm visões nacional-liberais ou liberais de direita.
Depois da Segunda Guerra Mundial, ex-políticos do nacional-liberal Partido Popular Alemão se juntaram à União Democrata-Cristã ou participaram de sua fundação, por exemplo, o primeiro presidente do Bundestag Erich Köhler, o prefeito de Hamburgo Kurt Sieveking e a posterior ministra federal da Saúde Elisabeth Schwarzhaupt.
A Alternativa para a Alemanha, fundada em 2013 se posicionando programaticamente à direita da União Democrata-Cristã e do Partido Democrático Livre e conseguindo reter ex-eleitores do último, também foi caracterizada como "nacional-liberal" em sua fase inicial. Já em 2014, no entanto, começou um "êxodo" de nacional-liberais da Alternativa para a Alemanha, enquanto uma ala partidária etnonacionalista se formou. A desistência de Bernd Lucke como presidente do partido em julho de 2015 é vista como o ponto de virada do partido do liberalismo econômico e nacional para o ultranacionalismo.

### Áustria
Na Áustria-Hungria, o Partido Liberal Alemão foi o principal representante do liberalismo nacional. Na Áustria, o liberalismo nacional permaneceu sendo a base de um dos campos ideológicos que remontam às Revoluções de 1848 no Império Austríaco. Durante o período entreguerras, o campo nacional-liberal foi reunido no Grande Partido Popular Alemão. Em 1938, com o Anschluss da Áustria na Alemanha nazista, a ascensão do nacional-socialismo austríaco culminou na absorção do liberalismo nacional e dos demais partidos por totalitários.
Em 1949, a Federação dos Independentes foi fundada como uma alternativa nacional-liberal aos principais partidos austríacos. Ela incorporou ideais diversos como mercado livre, populismo e nacionalismo alemão, todos os quais não tinham representação significativa nos principais partidos do país. A Federação dos Independentes evoluiu para o Partido da Liberdade da Áustria em 1955-1956. Em 1986, quando Jörg Haider foi escolhido como novo líder do partido, este iniciou uma virada ideológica para o nativismo, levando a maioria dos liberais a formarem o Fórum Liberal, que assumiu a filiação da Federação dos Independentes na International Liberal e mais tarde se fundiu com o NEOS. Posteriormente, Haider saiu do partido e formou a Aliança para o Futuro da Áustria.

### Chéquia
Na Áustria-Hungria, partidos como o Partido Checo Jovem foram nacional-liberais. Durante a era da Checoslováquia, tanto a Democracia Nacional Checoslovaca, como o Partido Trabalhista Nacional e o Partido Social Nacional Tcheco foram descritos como agrupamentos nacional-liberais. Já nos dias atuais, o Partido Democrático Cívico possui, entre suas vertentes, uma caracterizada como nacional-liberal.

### Dinamarca
Na Dinamarca, a partir da década de 1830, o conceito central do liberalismo nacional era de que a nação e o Estado deveriam ter a mesma extensão. Os nacional-liberais apoiaram a união do Reino da Dinamarca e do Ducado de Schleswig sob uma estrutura constitucional comum. Na economia, o Estado não deveria interferir no comércio e a visão econômica nacional-liberal foi transposta na Lei de Liberdade de Negócios de 1857, que aboliu os últimos resquícios de monopólios feudais que antes formavam o arcabouço do ofício das cidades. Os nacional-liberais dinamarqueses apoiaram o escandinavismo.

### Finlândia
No Grão-Ducado da Finlândia, uma parte autônoma do Império Russo, onde até 80% da população era protestante e falava finlandês, um pouco menos de 20% era protestante falante de sueco (a Suécia governou a Finlândia até 1809) e um pequeno número era russa ortodoxa, o termo "nacional-liberal" foi usado pela elite de falantes de sueco do movimento Svecoman que defendiam ideais liberais, mas queriam manter o sueco como língua dominante, algo contestado pelos nacionalistas de língua finlandesa do movimento Fennoman. O movimento Svecoman deu origem ao Partido Sueco, que mais tarde foi renomeado Partido Popular Sueco na Finlândia, que desde então adotou o liberalismo e o liberalismo social.

### Eslováquia
Na Eslováquia, o tradicionalmente liberal e libertário Liberdade e Solidariedade vem mudando para eurocético e nacionalista e/ou combinando liberalismo e nacionalismo. Inclusive, o partido é membro da Aliança dos Reformistas e Conservadores Europeus. Seu líder, Richard Sulík, descreveu a si mesmo como liberal e nacionalista, mas depois se corrigiu dizendo que era liberal e patriota ao condenar o chauvinismo, o racismo e o fanatismo religioso e se opor saída da Eslováquia da UE. No entanto, o partido nunca foi classificado como nacional-liberal por fontes de terceiros.

### Suécia
Na Suécia, na década de 1860, os liberais se autodenominavam nacional-liberais (em sueco: nationalliberaler) e constituíam uma coalizão de monarquistas e reformistas liberais em apoio às reformas parlamentares. Os nacional-liberais suecos também apoiaram o escandinavismo.

## Ressurgimento
Há um ressurgimento da corrente ideológica, tipicamente alinhada com a continuidade do liberalismo nacional alemão. Ao contrário do liberalismo clássico, o liberalismo nacional ou conservador se recusa a confundir a sociedade civil com o Estado. O nacional-liberalismo rejeita o pacifismo, o contratualismo e o cosmopolitismo. Neoconservadorismo estadunidense, influenciado pelo pensamento de Leo Strauss, Carl Schmitt e Hegel, às vezes é assimilado ao liberalismo nacional por sua rejeição ao pacifismo nas relações internacionais.
Nos EUA, é considerado que o liberalismo nacional foi incorporado por paleoconservadores, que efetuaram um sincretismo entre nacionalismo, conservadorismo social, liberalismo econômico e protecionismo. Russell Kirk e Pat Buchanan estão entre os principais pensadores do movimento.
O cientista geopolítico Michael Foley afirma que: "os paleoconservadores estão pressionando por restrições à imigração, uma reversão de programas multiculturais e mudanças demográficas em larga escala, a descentralização da política federal, a restauração dos controles sobre o livre-comércio, uma maior ênfase no nacionalismo econômico e não-intervencionismo na condução da política americana".
Para o jornalista francês Sylvain Cypel, "a diferença entre neoconservadores e nacionalistas é que os últimos, cinicamente motivados unicamente pela promoção dos interesses, pouco se preocupam em contribuir para a felicidade do povo ou para a expansão da democracia, quando os neoconservadores adornam eles mesmos com as roupas do progresso e teorizam a ideia de que o interesse americano, acompanhado do modelo de sociedade que ele veicula, constitui o único farol universal que pretendem impor".

## Representantes proeminentes
Os principais representantes do liberalismo nacional incluíam Hans Victor von Unruh, Karl Twesten, Ludwig Bamberger, Rudolf von Bennigsen, Eduard Lasker, Johannes von Miquel, Arthur Johnson Hobrech, Friedrich Hammacher no século XIX, bem como Ernst Bassermann, Robert Friedberg, Gustav Stresemann, Otto Hugo, Ernst Scholz, Eduard Dingeldey, Franz Blücher, Hermann Schäfer, Max Becker, August-Martin Euler, Erich Mendelsohn, Knut von Kühlmann-Stumm, Hermann Oxford e Alexander von Stahl ou Rudolf Augstein no século XX, bem como Holger Zastrow e Thomas Kemmerich no século XXI. Baruch Espinoza também é descrito como um liberal que criticava o cosmopolitismo do Antigo Testamento e suas influências da Vulgata.